# Красний Кавказ (протичовновий корабель)
Красний Кавказ  — радянський великий протичовновий корабель проєкту 61.

## Історія

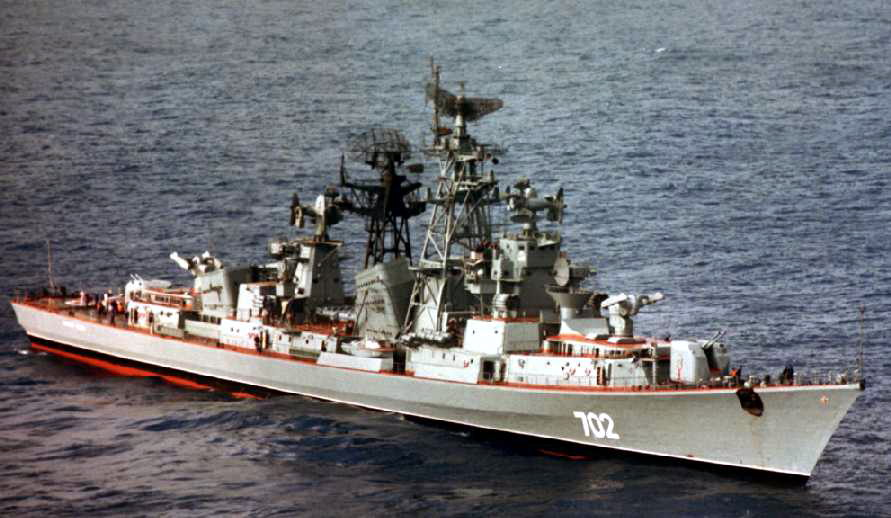
Великий протичовновий корабель «Красний Кавказ», 1985 рік

25 листопада 1964 року був зарахований до списків кораблів ВМФ СРСР.
Закладення корабля відбулося 18 липня 1964 на суднобудівному заводі імені 61 комунара в Миколаєві. 15 червня 1966 року корабель був спущений на воду, 25 вересня 1967 року був введений у стрій.
13 жовтня 1967 року корабель був включений до складу Чорноморського флоту.
Перебував у Середземному морі під час арабо-ізраїльських конфліктів в 1967 і 1973 роках і надавав допомогу арабським країнам.
З березня 1981 по вересень 1983 року проходив капітальний ремонт у м. Миколаєві на заводі ім. 61 комунара.
1 травня 1998 року відрахований зі складу флоту і згодом розрізаний на метал.